# Фонвизин, Иван Александрович
Ива́н Алекса́ндрович Фонви́зин (29 августа (9 сентября) 1789 — 6 апреля 1853) — участник Отечественной войны 1812 года, племянник Дениса Ивановича Фонвизина, младший брат декабриста Михаила Александровича Фонвизина.

## Биография
Происходил из дворянского рода Фонвизиных. Сын Александра Ивановича Фонвизина (1749—1819), младшего брата известного писателя, женатого на своей двоюродной сестре Екатерине Михайловне (1750—1823), девичья фамилия которой не установлена (известно только, что отца её звали Михаил Константинович).
Учился в Петришуле вместе со старшим братом Михаилом с 1798 по 1801 годы.
Опасаясь, что брак может быть признан незаконным, отец поспешил рано устроить Ивана на службу. Уже в 1801 году Иван был подпрапорщиком Преображенского полка. В 1806 году был произведён в прапорщики. В 1807 году участвовал в сражении при Гейльсберге. В 1810 году по болезни вышел в отставку.
В марте 1812 года был вновь принят на службу, 5 апреля был назначен в свиту Его Величества по квартирмейстерской части.
В ходе Отечественной войны 1812 года принимал участие во многих сражениях: под Смоленском, при Бородино, Тарутино, Малоярославце, Красном, был награждён орденом Святой Анны 2-й степени и произведён в штабс-капитаны.
В ходе заграничного похода русской армии сражался при Бауцене, Кацбахе. За сражение под Лейпцигом получил орден Святого Владимира 4-й степени и прусский орден «Pour le Mérite». 14 августа 1813 года был произведён в капитаны. В 1814 году сражался при Бриенне и в других сражениях, произведён в подполковники.
По возвращении из Франции служил во Владимире обер-квартирмейстером 2-й армии. В 1817 году произведён в полковники.
В 1818 году стал первым надзирателем в масонской ложе «Александра к тройственному благословению» в Москве, работавшей по Исправленному шотландскому уставу. После запрета масонства в 1822 году принимал участие в тайных собраниях масонов теоретического круга.
21 января 1821 года вышел в отставку. В апреле 1821 года женился на Евдокии Фёдоровне Пущиной и поселился в деревне, «всей душой посвятив себя единственно семейной и домашней жизни». Даже в Москву он приезжал только раз за пять лет для родов жены.
В 1824—1825 служил по выборам дворянства судьею Бронницкого уездного суда.
Привлечённый к делу декабристов, был арестован 20 января 1826 года, причём велено было «посадить и содержать строго, по усмотрению». По показаниям Ивана Александровича, в 1818 году он был принят в Союз Благоденствия, убеждённый, что «общество сие могло принести великую пользу отечеству». Целью своей деятельности ставил «распространение просвещения, учреждение новых школ и замену прежних методов обучения новыми и лучшими», а «сокровенные цели» общества ему были неизвестны. Кроме того, женившись в 1821 году, он порвал с обществом все связи и даже не знал, существовало ли оно в дальнейшем. Через 2 месяца по приказанию императора Фонвизин был выпущен и отдан под надзор полиции.
Сам владелец 1000 крестьян, после ссылки в Сибирь брата Михаила юридически унаследовал его имения с ещё двумя тысячами крестьян.
Только в июне 1852 года Ивану Александровичу было разрешено свидание с братом. В сопровождении Екатерины Фёдоровны Пущиной, сестры покойной уже жены, он приехал в Тобольск, где пробыл 6 недель. По возвращении заболел, составил завещание, в котором по причине смерти племянников все оставлял жене брата Наталье Дмитриевне, определив только 500 душ в пожизненное владение за Евдокией Фёдоровной Пущиной. Весной 1853 года Михаил Фонвизин приехал в Москву для свидания с больным братом, но уже не застал его в живых.

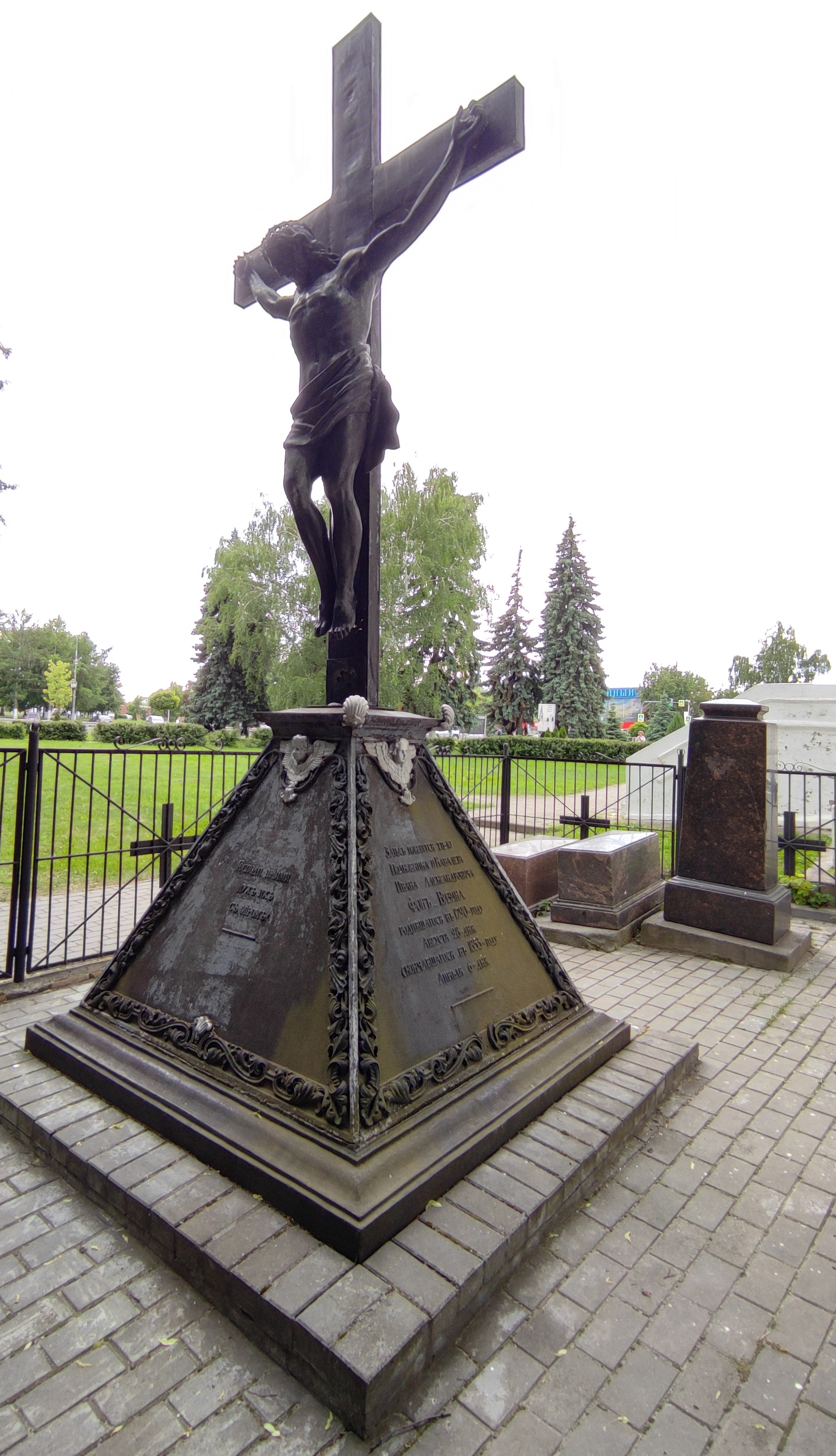
Семейная могила Ивана и Михаила Фонвизиных в Бронницах, Московской области

Похоронен Иван Александрович был в своей деревне Марьино Бронницкого уезда. Через год на том же кладбище был похоронен и его брат.
К настоящему времени прах братьев Ивана и Михаила Фонвизиных перезахоронен в некрополе у собора Михаила Архангела в Бронницах

## Семья
Жена (с 17 апреля 1821 года) — Евдокия Фёдоровна Пущина (1801—06.06.1826), умерла родами, похоронена в некрополе у собора Михаила Архангела в Бронницах. В браке у Фонвизиных родились дети:
- Екатерина (29.05.1822[4]—13.01.1825), умерла в раннем детстве.
- Александр (01.07.1824[5]—29.11.1839), умер от тифуса. Вместе с ним воспитывались и сыновья старшего брата Дмитрий и Михаил, также рано умершие (в 1850 и 1851 годах) от чахотки.

## Память
Дом братьев Фонвизиных в Москве, в котором неоднократно проходили совещания декабристов и где в 1821 году было принято решение о роспуске Союза благоденствия с целью создания нового тайного общества, по адресу Рождественский бульв., д. 12/8, признан объектом культурного наследия федерального значения.
В Бронницах на площади Тимофеева установлен бюст Ивана Александровича Фонвизина.